# Mario García Álvarez
Mario García Álvarez (Chaitén, 16 de diciembre de 1964), es un profesor, escritor y poeta chileno vinculado al movimiento cultural Aumen de Chiloé.
Es licenciado en educación y profesor de Estado en castellano y filosofía de la Universidad de La Serena y Doctor en Ciencias Humanas con mención en Discurso y Cultura de la Universidad Austral de Chile; actualmente se desempeña como docente de la Universidad de Los Lagos.
En su producción poética —escrita a veces en tono lúdico como en «Poemas In-púbicos» (1995), pasando por lo cotidiano e irónico como en «(Des)pliegues de papel y follaje» (1995) o ahondando en lo existencial como en «Los palafitos...del paisaje» (2000)— se aprecia de manera sostenida un alto contenido intercultural e interétnico (poesía etnocultural), con un léxico metapoético y sentido discursivo narrativo de aliento épico o que muestra una honda preocupación existencial.

## Obras

### Poesía
- Los Palafitos... (1993)
- Palabras de Lluvia y Sol en el Aula (2010)
- (Des) Pliegues de Papel y Follaje (1995)
- Poemas In-púbicos (1995)

### Pedagogía
- Plan de Lectura Sostenida, Nivel 1º, Libro del Monitor (1999), en coautoría con Nelson Torres.
- Plan de Lectura Sostenida, Nivel 1º, Libro del Alumno (1999), en coautoría con Nelson Torres.
- Plan de Lectura Sostenida, 2º nivel, Libro del Monitor (2000), en coautoría con Nelson Torres.
- Plan de Lectura Sostenida, 2º nivel, Libro del Alumno (2000), en coautoría con Nelson Torres.